# 蔡慶
蔡 慶（さい けい）は、中国の小説で四大奇書の一つである『水滸伝』に出てくる登場人物。梁山泊第九十五位の好漢で、地損星の生まれ変わり。渾名は一枝花（いっしか）で、好んで鬢に一輪の花を挿したことに由来する。兄に蔡福がいる。

## 生涯
兄の蔡福とともに北京大名府の牢役人で首切り役人も兼ねていた。盧俊義が北京大名府で捕らわれたときに、蔡福は李固・柴進の双方から賄賂を渡されて盧俊義の処遇について悩んでいたが、蔡慶は梁山泊に与して盧俊義を助けることを勧めた。梁山泊から北京攻略軍が派遣されてきたときに兄とともに梁山泊入りし、梁山泊でも処刑係となった。蔡福は方臘討伐の際の清渓県での戦いで戦死したが、蔡慶は梁山泊軍が兄を討ち取った杜微を捕らえると、その腹を裂き肝を抉り出すことで兄の恨みを晴らした。その後は故郷の北京大名府に帰って庶民として暮らした。